# じゃじゃ馬グルーミン★UP!の登場人物
じゃじゃ馬グルーミン★UP!の登場人物（じゃじゃうまグルーミンアップのとうじょうじんぶつ）では、ゆうきまさみによる漫画『じゃじゃ馬グルーミン★UP!』に登場する架空の人物について述べる。
注
- 年齢などは初登場時のもので、誕生日については久世響平のみが正確なものである。
- 作中に登場する他作品のキャラクターについてはじゃじゃ馬グルーミン★UP!#他作品との繋がりを参照。
- 作中に登場する馬についてはじゃじゃ馬グルーミン★UP!の登場馬を参照。
- なお登場人物の姓にある〔〕は、作中において結婚したことによる結婚後の姓を表す。

## 渡会牧場
主人公たちが働く物語の中心舞台で、 北海道静内郡静内町御園（現: 日高郡新ひだか町静内御園）にある中規模牧場。先代までは繁殖一本槍であったが、その後には育成も開始し、生産部門と育成部門を有している。最終エピソードでは醍醐〔渡会〕 悟が牧場長を務める千葉渡会牧場も有していた。
久世 駿平（くぜ しゅんぺい）
声 - 佐々木望（サンデーCM劇場）
主人公。初登場時は16歳で、都内有名進学校である私立藤正高等学校に通う高校2年生。自宅は埼玉県飯能市で、高田馬場駅近くの高校へは西武鉄道で通っている。両親が共働きであるため家事はそこそここなす。
高1と高2の間の春休みを利用して北海道へとツーリングに出かけたが、財布を落とした上に乗っていたバイクがガス欠となって行き倒れていたところをタケル（後のベルエキップ）と渡会家次女のひびきに見つけられ、これをきっかけに渡会牧場と関わりを持つこととなる。
非常に優しい性格をしていて優柔不断な面もあるが、アルバイトとして渡会牧場で働いたことで、仕事の楽しさと厳しさを知り、親の言いなりに勉強をしていた自分を捨て家出同然で牧場で働き始めた。自分の手でダービー馬を誕生させることを目標とし、その後は高校を退学して正式に従業員として渡会牧場で働くようになる。社長の渡会健吾にはよく将棋の相手をさせられている。
長髪を後ろでポニーテール状に束ねていることから、ひびきなどからは初期は「しっぽ」と呼ばれている。進学校に通っていただけに勉強は得意であり、なおかつ教えるのが上手であるため、よく渡会家三女のたづなの勉強を見ている。
当初からひびきに一目惚れしていて、ひびきに対して自身の恋心を告白した際にはひびきに拒絶されてしまい、その際には無断で実家へ帰ってしまったものの、ひびきの説得により再び牧場に戻ってくる。たづなから思いを寄せられていることを知りながら断ることができずにいたものの、紆余曲折を経て、ひびきと恋愛関係となる。将来のために獣医師の資格を取得することを思い立つが、この話をひびきに打ち明けたときにひびきの妊娠が発覚し、その後、ひびきと正式に結婚する。大学入学資格検定（現在の高等学校卒業程度認定試験）を受験するため、仕事の合間に再び勉強を始めた（大学に入学して獣医師免許を取得できたかどうかは作中では不明）。280話において、ひびきとの長男である響平が誕生する。

### 渡会家
渡会〔久世〕 ひびき（わたらい〔くぜ〕 ひびき）
渡会家次女で渡会家長男である佑騎の双子の姉。駿平と同年齢で初登場時16歳だが、高校へは進学せずに家業である牧場で働いている。人見知りがちで無愛想なため、初対面では非常にぶっきらぼうで取っ付き難い印象を与えるが、根は優しい。渡会家の姉妹の中では外見・性格共に最も母親に似ている。馬が大好きで普段はほとんど馬のことしか考えておらず恋愛にも無頓着なため、父からは心配をされていた。一方で小さい頃から馬の生き死にを見て来たためリアリストでもあり、感情的になった駿平と対立することも多かった。しかし、駿平との仕事上での関わりなどを通していく中で駿平に惹かれるようになり、駿平に恋心を告白して付き合い始める。その後、妊娠が判明して駿平と正式に結婚し、姓が「久世」となった。家事は全般に苦手だが、駿平と付き合い始めてからは料理を習い始める。母を「母さん」と呼ぶ。
渡会 健吾（- けんご）
ひびきたちの父親で渡会牧場の社長を務めているが、地元の出身者ではなく、東京出身で渡会家の婿養子である。初登場時45歳。20歳代のころに襟裳岬で海を見ていた健吾を、千草が投身自殺と間違えて止めに入ったことを縁として渡会牧場で働くようになった。ところが牧場の現実についていけず、千草の父親からは千草のことも諦めるよう言われたため、東京に戻る荷作りしている所を千草から「一緒に東京に行く」と言われ、駆け落ち同然で東京に戻った。最終的には千草の父親が折れて千草と共に北海道に戻り、その後結婚して現在に至る。非常に温厚な性格で情にほだされやすく、誰に対しても優しい。娘のひびきは、常に腰が低い態度も本人なりの処世術だと評している。駿平には「人間が出来ている」と評されている。気が小さいところがあり、すぐに緊張しては胃を痛くしている。だが、久世親子が言い争いの末に父親が駿平に暴力を振るおうとした際に割り込んで制止するといった男気も持っている。温厚に見合う愛妻家で普段は妻のことを「母さん」と呼んでいるが、2人きりのときは「ちーちゃん」と呼んでいる。料理が得意で長女のあぶみが大きくなるまでは食事の支度は健吾がやっていた。趣味は将棋で、よく駿平に相手をしてもらっている。東京に住む兄がいる。
渡会 千草（- ちぐさ）
ひびきたちの母親で健吾の妻。初登場時42歳。海を見ていた健吾を自殺すると誤解して止めに入ったことが縁となり、健吾と付き合い始めて後に結婚する。辣腕を振るって牧場を切り盛りしているが、社長である夫を立てるところはしっかりと立てており、健吾が決めたことは「お父さんが決めたこと」として従う。何事にも情にほだされる健吾とは対照的に、気が強く非情なリアリストだが、そのおかげで牧場の経営は成り立っており夫婦でバランスがとれている。立場としては圧倒的に千草のほうが強いが夫婦仲は良好で、普段は健吾のことを「お父さん」と呼んでいるが、2人きりの時は「ケンちゃん」と呼んでいる。ひびきの母だけに基本的には無愛想だが商売がらみとなると別人のように愛想が良くなり、その美貌もあって娘から「じじい殺し」と呼ばれるほど競馬関係者からもてはやされている。少々気が短く、特に生産者としてのプライドを傷つけられると黙っていられない。札幌に妹のちか子が住んでいる。
渡会 あぶみ
渡会家長女。初登場時19歳。美人で他者に対する人当たりも優しいので、周囲からも良い印象を持たれている。反面、酒癖が非常に悪く、酔うと誰彼構わずに抱きついたり、人前で着替えを始めたりする。性格は非常におっとりとしているものの、たづなが駿平のことを好きなことに気付いているという鋭い一面もある。人の世話をするのが習い性で、料理を始めとする家事全般が得意であり、渡会家の家事を一手に受け持っているほか、渡会牧場の独身寮の食事も彼女が担当している。毎年、バレンタインデーになると手作りのチョコレートを周囲の男性に配るため、それを知っている地元の独身者たちが渡会牧場に大勢訪れる。車の運転が上手ではなく、自宅の駐車場の立て札によく自家用車をぶつけては立て札を壊している。佑騎からは「一本道でも迷う」と言われるほどの極度の方向音痴である。両親があぶみの結婚を望んでいることを本人も自覚はしており、見合いで知り合った猪口繁行と付き合うも、最終的には縁談を断る。最終話では醍醐悟を婿養子に迎えて結婚して主婦となっていた。渡会家で「姉ちゃん」「おねえちゃん」といった場合あぶみのことを指し、他の姉に対してはこの呼称は使われていない。母のことを「お母さん」と呼ぶ。
渡会 たづな
渡会家三女。初登場時13歳の中学1年生。性格は少し攻撃的でカッとなりやすいところがある。牧場の事務を手伝い、母と共に牧場の財務を管理している。初登場時、事故としか言いようのない状況で駿平に裸を見られてしまい、初めは駿平に対し非常に敵愾心を持っていたが、次第に駿平に恋心を抱くようになり、学校の宿題を教えてもらうことを口実にしては駿平と2人きりの時間を作っていた。駿平のことをめぐってひびきとは大喧嘩してしまうが、駿平自身からひびきに対する想いを聞かされ、最終的には駿平とひびきの仲を認める形となった。家事は基本的に苦手だが菓子作りは得意で、後には徐々に料理も覚えるようになり、独身寮の食事の世話も手伝うようになっている。恋愛対象は年上基準のようで、同級生の男子のアプローチには全く気付くことはなかった。最終話では小説家となっていて、この作品自体がたづなが牧場での一連の出来事を小説としてまとめたものだったことを暗示させている。母のことを「ママ」と呼ぶ。
渡会 ひづめ
渡会家四女。初登場時9歳の小学3年生。おしゃまな子で余計なことを言っては家族から怒られることが多い。テレビゲームが好きなようで、よく自宅の居間でゲームに熱中している。東京や芸能界に対する憧れが強く、初めのころは駿平に対してよく東京についてのことを熱心に訊ねていた。本人曰く「上智大学へ行って在学中にキャンギャルになり、それを足がかりに芸能界デビューをし、バイリンガルを活かしニュース番組のキャスターに転向し、番組に呼んだサッカー選手か相撲取りのハートを射止める」のが夢であったが、最終話ではOLとなっていた。母のことを「ママ」と呼び、駿平のことは「しっぽ」、悟のことは「さる」や「さるっち」と呼ぶ。
渡会佑騎
渡会家長男。ひびきの双子の弟。詳細は#芹沢厩舎関係者を参照。
久世 響平（くぜ きょうへい）
280話で産まれた駿平とひびきの長男。6月6日生まれ。この出生当日が日本ダービーの開催日で、アダタラヨイチ（ヒコ）のゴールの瞬間に産声を上げた。名前はひびき（響）と駿平から取られている。最終話では15歳で、かつての駿平のように髪を後ろで束ねた髪型をしている。
久世 ほのか
駿平とひびきの長女。最終話にのみ11歳で登場。
久世 あかり
駿平とひびきの次女。最終話にのみ5歳で登場。

### 従業員など
橋野 堅太郎（はしの けんたろう）／ケンさん
通称「ケンさん」。独身寮の寮長的な存在で、角刈りで非常に筋肉質でがっちりとした体格をしており、いつも「はっはっは」と笑っている。駿平は最初のころはその風貌と怪しい行動から彼がゲイではないかと疑っていたが、実際はそうではなく、ずっと密かにあぶみのことを思い続けていた。小さいころから小柄な体格だったため、他者の勧めにより騎手養成学校へと入学したが、それから体格が大きくなってしまったために騎手の道は断念し、その後渡会牧場で働くようになった。将来は調教師を目指している。
梅ちゃん／梅さん（うめ-）
本名・経歴・年齢など全て謎の人物で、明るい性格で関西弁を喋る。従業員としてはベテランで、駿平に「いろんな」ことを教えてくれる。競馬とエロ本・アダルトビデオ集めが趣味のようで、よく「新作」を入手しては駿平の部屋に置くいたずらも仕掛けている。競馬好きで毎週のように馬券を購入し、馬券は外すことが多いものの競馬に関しては独特の視点を持ち、しばしば競馬について持論を語る。渡会牧場には「梅ちゃんが馬券を当てるとよくないことが起きる」「梅ちゃんが牧場の馬の馬券を買うと、牧場の馬が負ける」というジンクスがあり、渡会牧場産馬の馬券を買うと周りから責められる。ただし買わなかった場合も「損得抜きで生産馬の馬券は買え」と周りからは責められている。将来は家業を継ぐ立場らしいが、本人は実家に帰りたがらない節があり、その家業も何であるかは不明。最終話では渡会牧場を既に退職しており、梅ちゃんからのメールが届いている描写がある。また競馬場で久世響平が梅ちゃんらしき人とすれ違った場面が描写されている。
戸板（といた）
育成部門チーフ。地方競馬の調教師の経歴を持つ。馬の扱いでは渡会牧場で3本の指に入る。
辰さん
本名不明。繁殖部門の古株で既に老齢。千草のことを「チー坊」と呼ぶ。妻は他界している。ぎっくり腰持ち。
みっちゃん
本名不明。唯一の女性従業員。独身寮に住んでいる。
クリス
アイルランド出身で、修行のために来日して渡会牧場で働く。父親の病気でしばらく帰国していたが、後にマギーを連れて再来日した。「生まれる前から」馬に乗るという環境に育ち、馬の扱いでは渡会牧場で3本の指に入る。
浦野 得朗（うらの とくろう）
妻帯者で、渡会牧場の一戸建て家族寮に住んでいる。妻の逸子からは「得ちゃん」と呼ばれている。
浦野 逸子（うらの いつこ）
得朗の妻。同僚からは「イッちゃん」と呼ばれている。駿平が初めて渡会牧場を訪れた際には臨月を迎えていて、その後まもなくして長女である恵を出産した。あぶみが倒れた際には寮の仕事を手伝っている。
浦野 恵（うらの めぐみ）
浦野得朗と逸子の長女。
マーゴット・オコーナー／マギー
通称「マギー」。クリスの実家の隣人で、日本で働くために来日したものの、就職予定先の都合で採用取り消しとなり、新たな就職先が決まるまで渡会牧場の世話となる。自身で「体を動かしていないと死んでしまう」と発言する大変な働き者で、クリスと同じく「生まれる前から」馬に乗っていた環境で育ったため、馬の扱いに関しては千草も感心するほどである。後に渡会牧場から車で5分の位置にある「村地ファーム」へ就職した。あぶみへの思いを諦めて落ち込んでいたケンさんを一緒に飲むことで慰め、渡会牧場を離れてからも時折共に飲んでいる。
片倉 秀一（かたくら しゅういち）
育成部門でストライクイーグルの調教を担当していたが、父が体を壊したために造り酒屋を営む実家に戻っていた。その後いったん牧場へと戻ってくるが、それは実家を手伝うために渡会牧場を離れることについての報告のためであった。この時、しばしば渡会牧場に遊びに来ていた駿平をアルバイトとして雇うことを渡会健吾に推薦してくれた。高校時代には馬術で全国大会に出場し、馬の扱いでは渡会牧場で3本の指に入る。
男性従業員1
名称不明。眉毛が太く、白眼が描かれず目が小さい。高卒で将来は決まっていないが、いざとなれば父親の工場を手伝うつもり。
男性従業員2
名称不明。細身で顔が長い。将来は父親の所有する土地で兄と共に乗馬クラブを開きたいと思っている。途中よりみっちゃんと付き合う。
ラッキー & ルーラ
渡会牧場の飼い犬。ラッキーが母親でルーラがその娘であり、2匹ともよく似ているが、ルーラのほうが大人しい。犬小屋が古くなっている。

## 醍醐ファーム
千歳市にある本場だけで繁殖牝馬148頭・種牡馬8頭、分場を合わせると繁殖牝馬274頭・種牡馬18頭を所有する日本最大の競走馬の生産牧場で、傘下にオタワホースパークや醍醐レーシングクラブを有する競走馬の一大グループである。菊花賞に同時に4頭の生産馬を送り込んだ実績があるなど生産馬の成績も優秀で、ほぼ全てのタイトルを獲得しているが、唯一日本ダービーだけは獲得できていない。一義的には生産者であり、多くの競走馬を売り出しているが、オーナーブリーダーでもあり、社長を含め親族の名義で多くの馬を走らせている。勝負服は縦縞（馬主によって袖の色が変わる）。
醍醐 悟（だいごさとる）　→　渡会 悟（わたらい さとる）
醍醐家四男。初登場時19歳の獣医学部に通う大学生。馬の勉強のためによく海外に出かけている。その恵まれた育ちのためか、悪意なく自慢をすることが多く周囲の反感を買っているが、性格は非常に礼儀正しく人が良い。しかし八方美人な性格ゆえに周りに流されることも多く、千草からは「律儀過ぎて大物感に欠ける」と評されている。競馬場に行くと「醍醐の馬が勝てなくなる」と醍醐家関係の人物から言われている。手先が器用で図工が得意なため、部屋の飾り付けが非常に上手である。
ひびきに好意を寄せており何かと理由を付けては渡会牧場に遊びに来る。このため、同じくひびきに思いを寄せる駿平とは何かと対立しているが、基本的な関係はとげとげしいものではなく、傍から見れば馬の合う兄弟のような関係である。ひびきと駿平が付き合い始めてからも恋のライバルであった駿平に対して紳士的に接していたが、駿平がひびきを妊娠させたことに何も気づかない無責任さに激怒して駿平の顔面を殴りつけたこともあった。
ひびきへの気持ちの整理がつき始めたころ、仲の良いあぶみと猪口の関係にやきもきするシーンが連載後半になるにつれ増えていき、あぶみが猪口との縁談を断った後にあぶみと付き合い出したらしく、最終話では婿養子の形で結婚して千葉渡会牧場場長を務めていた。
醍醐 秀隆（- ひでたか）
悟たちの父で日本最大の牧場である醍醐ファームの社長。アルデバランやディレードスチールなどの馬主でもある。自身の仕事に強い情熱を持っており、馬の話をし出すと止まらない。特に唯一取れていない日本ダービーの話は本人の前では禁句であり、日本ダービーを生産馬によって勝利することが悲願である。悟同様に、秀隆が競馬場に行くと醍醐の馬が勝てなくなるというジンクスがあったが、280話で本人の見ている前で生産馬がダービーに優勝した。
醍醐 忠（- ただし）
醍醐家長男。跡継ぎとして醍醐ファームでの職務に就いているらしく、父親と同居している。ダイゴアルテミスを無断でセールに売却しようとしたこともあった。
醍醐 弘武（- ひろむ）
醍醐家次男でオタワホースパークのオーナー。自社の牧場の馬はクラブや父に取られてあまりいい馬が回ってこないため、外から馬を買って走らせることを趣味としており、渡会牧場からはヒメを購入した。勝負服は縦縞に赤い袖。
醍醐 碧子（- みどりこ）
弘武の妻。かなり押しの強い性格で、周りの話を聞かない面がある。大学時代に馬術部OBとしてコーチに来た弘武と知り合い、その後弘武と結婚する。秀隆からは「みーさん」、悟からは「義姉（ねえ）さん」と呼ばれている。
醍醐 貢（- みつぐ）
醍醐家三男。幼少時から円形フレームのメガネを着用している。東京で醍醐レーシングクラブの事務所を任されていて、醍醐レーシングクラブの経営を担当する。悟曰く「頭はキレるんだけど大物感がない」人物で、実際、父の秀隆も貢の器の小ささを心配している。
醍醐 将（- まさし）
悟の甥。名前だけの登場で小学生。乗馬をやっており、将来はオリンピックや国際馬術大会に出場することが期待されている。
松橋（まつはし）
悟の付き人として運転代理などを務めている。ターミネーターのような風貌をしている。モデルはノーザンファーム遠浅場長の松橋亘で、作者が取材の際に世話になっていたようである。
末吉（すえよし）
醍醐ファームの社員。
箕輪（みのわ）
オタワパークの従業員。

## 野々村厩舎関係者
野々村（ののむら）
ストライクイーグル、バトルホークの調教師。現役騎手時代から「泣きのノムちゃん」と言われている。騎手としては竹岡（竜）と同期。20年間調教師を続けてストライクイーグルで初のGI勝利を得る。
森中（もりなか）
イーグルの担当厩務員。
村川（むらかわ）
故人。イーグルが3歳の時の担当厩務員で、先代の渋谷調教師が亡くなった際にゴッテスと共に野々村厩舎へ来た。イーグルがスプリングステークスに勝つ前に他界している。
佐渡原 昭一（さどはら しょういち）
ストライクイーグル、バトルホーク、バレルロールの馬主。眼鏡をかけて口髭を蓄えたやや神経質そうな紳士で、自分の所有する馬に過度の期待をかけるきらいがあり、イーグルのレースぶりに何度も涙している。
佐渡原 龍比古（- たつひこ）
昭一の長男。イーグルの菊花賞の祝勝会で馬主の息子という立場を利用してひびきに言い寄って来た。いわゆるドラ息子だが、本人曰く「親父はオレに甘い」らしい。

## 芹沢厩舎関係者
芹沢（せりざわ）／大先生
ロンマンガンなどの調教師で名前は不明。右目が斜視で口が少し右に曲がっている。初登場時64歳。同じく調教師である息子の勇雄と区別するため「大先生」と呼ばれる。娘が竹岡竜二と結婚し、竹岡一人とわかばは孫にあたる。佑騎が所属した縁から渡会牧場を訪れるようになり、ヒコを引き受けてくれる。双子のヒコをしっかりと育て上げた駿平の仕事を評価し、渡会牧場の生産馬ではないジャンゴウを預けた。引退まで1年と少しとなった冬に心筋梗塞を起こして倒れるが、幸い一命を取り留めている。
競馬関係者は馬券購入を禁じられているため、引退後は馬券を買い捲るのが夢である。
芹沢 勇雄（せりざわ いさお）／若先生
芹沢の息子。近く独立予定の調教師で、父親と区別するために「若先生」と呼ばれる。父と同じく口が少し右に曲がっている。竜二とは義兄弟。
寺西 次郎（てらにし じろう）
芹沢厩舎の調教助手筆頭で、芹沢が倒れた後の厩舎を任されている。
竹岡 竜二（たけおか りゅうじ）
芹沢厩舎に所属する現役最年長のベテラン騎手。初登場時49歳。芹沢調教師の娘である阿佐子と結婚し、一人とわかばの2子を儲けたものの、既に阿佐子とは死別している。ロードウォリアに騎乗して臨んだ皐月賞で、騎手生活22年目にして初のGI勝利を獲得している。義理を重視してあまり実力のない馬に乗ることが多いが、人気以上の着順を収めることが多く、競馬ファンの間からは「人気薄の魔術師」と呼ばれる。ロンマンガンを始めとする自厩舎の馬に乗ることが多いが、同期のよしみからかストライクイーグルやバトルホークといった野々村厩舎の馬にも乗っている。最終話では既に騎手を引退しており、競馬解説者に転身している。
竹岡 一人（- かずと）／カズ
通称「カズ」。竹岡竜二の息子で父と同じく騎手であり、芹沢調教師の孫だが芹沢厩舎には所属せずに巽厩舎に所属する。腕はあまり良くなく、馬を無理矢理押さえつけて馬のやる気を削ぐことが多い。江端の騎乗停止によってアルデバランに乗る機会が回ってきたものの、成績が悪く菊花賞を最後に降ろされている。ジャパンカップでは、当日に行われたレース中の落馬によって全身に激痛が走るのを隠してストライクイーグルに騎乗し、ジャパンカップは制したものの、プロとしての資質が疑われて降ろされている。父親と折り合いが悪く、何かと言い合いになったりするが後輩の佑騎からは年々竜二に似てきていると見られている。
渡会 佑騎（わたらい ゆうき）
渡会家長男でひびきの双子の弟。初登場時は競馬学校に通う騎手の卵で、寮生活のため家にはいない。後に騎手となり、研修先でもあった芹沢厩舎に所属する。無愛想で何事も斜めに見る性格で、特に実家に対しては口が悪く、生産馬の悪口ばかり言っている。自分のいない間に実家に入り込んでいた駿平を目の敵にして、駿平に対して当たりが強い。兄弟子である竹岡竜二騎手の娘であるわかばにアプローチをかけているものの、竜二に反対されていてあまり進展していない。函館競馬場でのレースで馬の故障により落馬し、脳挫傷・硬膜下出血・肋骨と鎖骨の骨折という重傷を負い意識不明となるが、無事に回復し騎手として復帰している。駿平が牧場に来た当初に泊まっていた部屋は元は佑騎の部屋であり、その後、この部屋は結婚した駿平・ひびき夫妻の部屋となっている。部屋の件や佑騎が帰省した時の家族（特に母の千草）の対応を見る限り、渡会家では佑騎は「家を出た人間」と認識されている。最終話では駿平が育てた馬（ヒメの孫）にダービーで騎乗している。
竹岡 わかば
竹岡竜二の娘で一人の妹。初登場時は美浦第二中学校に通う中学2年生。成績優秀で、母親の死後は竹岡家の家事と家計を預かっている。佑騎よりアプローチをかけられていた。
竹岡 阿佐子（- あさこ）
芹沢調教師の娘で竜二の妻、一人・わかばの母親。故人。
河埜 美佐子（こうの みさこ）
わかばの中学2年時の担任の先生。『Sire Line 2』にのみ登場。
久保山 順三（くぼやま じゅんぞう）
馬主。クボヤマ工機代表取締役社長。芹沢調教師の紹介でヒコを購入した。冠号は「アダタラ」。

## 騎手
※渡会佑騎、竹岡親子は#芹沢厩舎関係者を参照。
弓削 匠（ゆげ たくみ）
「天才」と呼ばれる現役最強の騎手。2年連続で東西リーディングジョッキーに輝き、最年少・最速で通算1000勝を挙げている。ヤシロハイネスの主戦騎手だが、ストライクイーグルにも乗って菊花賞を制している。調教師をしている父親と顔がそっくり。
板東 聖司（聖二）（ばんどう せいじ）
天才肌だが奇行も多いことでも知られる騎手で、説明のつかない勝ち方や不可解な負け方をし、言っていることが凡人には理解し難い部分も多い。7歳時のストライクイーグルに騎乗して天皇賞・春と有馬記念を制している。競馬雑誌にエッセイの執筆をしている。名前の表記は当初は「聖司」と記述されていたが終盤には「聖二」に変わっている。
刑部（おさべ）
長距離を得意とする実力派のベテラン騎手で、その技術の高さには定評がある。初登場時45歳。インタビューでは「まあまあ」「いやいや」「まだまだ」としか言わない。ベルエキップに何度か騎乗した。
磯 信一（いそ しんいち）
東郷厩舎に所属する若手の騎手。渡会牧場の面々曰く「上手いような下手なような」「人気になるとつらい」実力の持ち主。騎乗停止になった竜二に代わり宝塚記念でストライクイーグルに騎乗して2着に入り、続くオールカマーでもストライクイーグルに騎乗して3着に入った。
江端（えばた）
失敗することも多いが思い切った行動に出て結果を出すベテラン騎手。センコーラリアットに騎乗してダービーを制す。ベルエキップにも騎乗し、セントライト記念を制している。エアロフォースにも騎乗した。
高寺 滋（たかてら しげる）
若手の騎手。天皇賞・秋にストライクイーグルに乗った竜二に代わりロンマンガンに騎乗した。
辻岡（つじおか）
通称「ツージー」。ランナクローズの主戦騎手であったが、天皇賞・秋・ジャパンカップと続けてミスをしたことによって降ろされる。
幹本 政規（みきもと まさき）
「マッキー」の愛称で知られる美男子騎手。桜花賞を1番人気のセンコーソニアに騎乗して落としている。
鹿島 誠（かしま まこと）
ストライクイーグル最後の有馬記念において、3着に入った外国産馬・ランドスケープに騎乗していた騎手。
スコット・トレーシー
本場イギリスにおいてリーディングジョッキーになったことのある実力派の騎手で、短期で来日していた。毎日王冠・天皇賞・秋とストライクイーグルに騎乗した。
北里 俵太（きたざと ひょうた）
佑騎の競馬学校の同期でニックネームは「ひょーたん」。常にゆらゆらと頼りなさげな風采だが、腕は良く、常に一歩リードしながら新人賞を佑騎と競い、初年度に37勝を挙げた。
成島 誠二（なるしま せいじ）
佑騎の競馬学校の同期。
鹿取 笑子（かとり えみこ）
佑騎の競馬学校の同期。
江連 信治（えづれ しんじ）
佑騎の競馬学校の同期。
国東 優香里（くにさき ゆかり）
佑騎の競馬学校での同期。マッキーのファンで、彼が一番人気で落とした桜花賞の仇討ちをするために騎手を志す。増えやすい体重を管理するため佑騎にしごかれるが、夢半ばで競馬学校を去る。

## 調教師
※野々村は#野々村厩舎関係者、芹沢親子は#芹沢厩舎関係者を参照。
保科 正武（ほしな まさたけ）
独立したばかりの新人調教師で、その前年までは東郷厩舎で助手を務めていた。一目でタケル（ベルエキップ）を気に入り、一緒に見ていた桑原の倍の値段を提示して手付けていった。いつもニコニコした人の良さそうな顔をしているが、情に流されない一面も持つ。ベルエキップをいきなり皐月賞に出走させて失敗したりと未熟さも見せるが、後に調教師として成長したようで、最終回で渡会健吾は「（彼は馬の仕上げを）きちっとしてる」と言っている。
深川
ベルエキップの担当厩務員。
桑原（くわばら）
渡会牧場と取引があり、いつも値切っている調教師。
植松（うえまつ）
いつも違う女の子を連れて歩いている元気な老人。渡会牧場よりトカチハナコの仔・サブロウを購入。
吉敷（よしき）
渡会牧場と取引のあるハンサムでダンディーな調教師。千草は彼に会う時には念入りに化粧をする。千草の夫である健吾の嫉妬の対象。馬主の遠山を牧場に連れて来た。
原口（はらぐち）
1995年のダービー時の競馬場に登場した調教師。
古沢（ふるさわ）
1995年のダービー時の競馬場に登場した調教師。同年の菊花賞にも姿を現している。
巽 国明（たつみ くにあき）
センコーラリアットの調教師。サングラスをしているためいかつい風貌に見える。彼の厩舎に竹岡一人が所属している。
川尻（河尻） 幸三（かわじり こうぞう）
ヤシロハイネスの調教師でいかめしい顔をしている。初期の名字は「河尻」であったが後に「川尻」に変わっている。21巻には彼を主人公とした4コマ漫画『調教師列伝』が収録されている。
渋谷（しぶや）
トロイメライの調教師。
甘利（あまり）
渡会牧場と取引のある調教師。馬主の皆川を牧場に連れて来た。
氏家（うじいえ）
エアロフォースの調教師。ぎょろっとした目をしている。
安岡（やすおか）
調教師で、繁行をつれてマリエルの仔を見学に来た。
小寺（こでら）
ツガルガーランドなどの調教師。年間10～15勝ほどの中堅調教師ながら、かなりしたたかな面があり周囲からは恐れられている。かつては「名人・小寺」と呼ばれた名騎手で、野々村の世代にとっては憧れの人物である。
久住（くすみ）
ドルチェヴィータの調教師。
高梨（たかなし）
ランナクローズの調教師。
永柄（ながえ）
ランドスケープの調教師。
弓削 邦明（ゆげ くにあき）
キタノオジョーの調教師で弓削匠の父親。1998年の天皇賞・春で解説を行っている。

## 馬主
※醍醐一家は#醍醐ファーム、佐渡原は#野々村厩舎関係者、久保山は#芹沢厩舎関係者、猪口（繁行の父）は#猪口家を参照。
遠山（とおやま）
吉敷に馬を預けている（もしくは預けようとしている）馬主で弁護士。秀之という息子と、はるかという娘がいる。吉敷に連れられて渡会牧場に馬を見に家族でやって来た。
森永（もりなが）
トロイメライの馬主でモードモリナガ社長。カツラボンバーの種付株を手に入れたためトロイメライに付けさせようとしたが、毎回トロイメライが種付を拒絶して暴れ回るために渋々断念し、代わりに種付料は無料という条件でトロンで種付することを渋々承諾した。そのため、当初は仔馬が生まれても買い取るつもりはないと言っていたものの、渡会牧場で生まれたばかりの仔馬の可愛さを目の当たりにして購入し、同時にミサトオーラの仔も買っていった。おネエ言葉で喋る。
美国 八十雄（みくに やそお）
渋谷に馬を預けている（もしくは預けようとしている）馬主で演歌歌手。渋谷に連れられて渡会牧場に馬を見にやって来た。
三郷（みさと）
渋谷に馬を預けている馬主。祖父の代から渡会牧場との付き合いがあり、かつて父が所有していたミサトオーラの仔を見に渡会牧場にやって来るも、無愛想なひびきに腹を立て買わずに帰る。
皆川（みなかわ）
甘利に馬を預けている（もしくは預けようとしている）馬主。甘利に連れられて渡会牧場に馬を見にやって来た。
榊原（さかきばら）
昔から渡会牧場と付き合いのある馬主。スピットファイアーの馬主でもあった。
中村（なかむら）
榊原が開いた宴会に参加し、佑騎に上手になれば自分の馬に乗せてやると約束した馬主。後に実際に佑騎を乗せて勝利を得ている。

## 猪口家
猪口 繁行（いぐち しげゆき）
あぶみのお見合い相手で北稜グループを経営する猪口家の次男。北稜グループでは道南エリアの総括マネージャーに相当する仕事をしている。有能な人物で醍醐社長はかなり高く評価しており、父親からも「家業なんかなくても自分で何か始める男」と言われている。自信家で物事を強引に進めるところがあり、あぶみの意思を確認しないままに家族内では結納まで話を進めていたものの、あぶみから縁談を断られる。
繁行の父
名前は不明。北稜グループを取り仕切り、北海道ではかなりの影響力を持つ人物。多くの馬を所有する馬主でもある。神谷明のような声をしている。
武上 和恵（たけがみ かずえ）
繁行の姉。夫は関西圏でホテルを経営している。
猪口 紀行（いぐち のりゆき）
繁行の兄。父曰く「お役人の様に家業を守ることしかできない男」。
猪口 敏彦（- としひこ）
繁行の兄。妻は頼子。

## その他
久世 稔彦（くぜ としひこ）
駿平の父。大手商社で部長を務めている。これと決めて勉強した時には非常に覚えが良く、駿平が渡会牧場で働き始めて以降は競馬について悟を論破するほど詳しくなる。新聞に載った写真を見て駿平の居場所を知り、渡会牧場まで駿平を連れ戻しに来たものの、駿平の熱意を認めて1人で帰っていった。駿平とひびきの交際を早くから認めていて、駿平とひびきの結婚の際には、結婚を快く思わない妻の可奈絵を言いくるめている。
久世 可奈絵（- かなえ）
駿平の母。仕事に就いているが業種は不明。駿平のこととなると周りが見えなくなり、悪意なく暴言を吐くことがある。駿平に「いい大学に入っていい会社に勤める」ことを望み、牧場を「こんなところ」と言ったり、牧場で働くことを「人生を踏み外す」などと発言し、トラブルの原因ともなっている。夫に連れられて競馬場へ行った際に、駿平が仕事で培った人間関係を知り、以来、少しずつ考え方が変化している。
蓼沼（たでぬま）
駿平の同級生。馬券予想が趣味で未成年時から購入しており、夢中になるあまり2年時にはBクラスへと落第（藤正高校は成績でクラス分けがされる）しているが、自称「勉強の才能がある」ことに嘘はなかったようで、後に現役で東京大学に合格して進学している。自宅の最寄り駅は上石神井駅。顔は母親にそっくり。
二階堂 真理子（にかいどう まりこ）
駿平の高1の時のクラスメートで元ガールフレンド。初登場時は19歳で、一流の女子大に通う大学生。明るくてノリのいい性格をしている。行き違いから駿平はふられたと思っていたが、逆に彼女は駿平にふられたと思っていた。高校時代には駿平に手編みのマフラーを贈っている。夏休みに大学の友人と北海道旅行に来た際に自由行動を使って駿平に会いに渡会牧場を訪れ、宿泊場所が取れなかったためにしばらく独身寮に滞在した。駿平の仕事に対する熱意を目の当たりにして再び惚れ直し、東京に戻ってくるように諭した。後に、駿平・ひびき夫妻が新婚旅行として道内旅行へ行った際、宿泊先のホテルで鉢合わせしている。
渡会ちか子（わたらい ちかこ）
千草の妹。札幌でOLをしているらしいが、未だに独身で心配されている。ひづめの上位互換。
銀野 すず子（ぎんの すずこ）
「ダストコミュニケーション」のプロデューサー。羽村克樹主演の映画を撮るロケ地探しで渡会牧場を訪れ、ひびきをスカウトする。
陣内 大作（じんない だいさく）
映画監督。銀野と共にロケ地探しで渡会牧場を訪れる。
水門（みなと）
カメラマン。銀野と共に渡会牧場牧場を訪れる。仕事以外の時は動物写真家。
羽村 克樹（はむら かつき）
通称「ハムカツ」。「抱きたい男No.1」に選ばれる人気俳優。
坂下商店（さかしたしょうてん）
渡会牧場近くで酒屋を営む若旦那。あぶみに思いを寄せている。
中路 康介（なかじ こうすけ）
たづなの高校のクラスメイトで中路時計店の息子。たづなは彼の家でメガネを作った。たづなに思いを寄せているようで自身のバンドのライブに誘う。